# Stoneyford
Stoneyford är en ort i civil parish Cullompton, i distriktet Mid Devon i grevskapet Devon i England. Orten är belägen 19 km från Exeter. Orten hade 526 invånare år 2020.